# Kimmlinger Bach
Der Kimmlinger Bach (auch Nörstergraben) ist ein rechter Zufluss der Kyll in der Eifel in Rheinland-Pfalz.
Er hat eine Länge von 5,64 km und ein Einzugsgebiet von 7,47 km².
Die Fließgewässerkennziffer lautet 26692.

## Geographie

### Verlauf
Der Bach entspringt auf 368 m üb. NHN bei Newel als Nörstergraben
und fließt in östlicher Richtung nach Kimmlingen und Kordel und mündet dort auf 138 m üb. NHN in die Kyll.
Links und nördlich des Baches liegt die Gemarkung von Möhn (Welschbillig).

### Zuflüsse
Ein linker Zufluss des Kimmlinger Baches ist der Graben im Naturschutzgebiet, siehe dazu: Hang am Hohengöbel bei Kimmlingen.
Rechte Zuflüsse sind der Taufengraben, der Graben zum Kimmlingerhof mit dem Nebengraben, sowie der Trangraben.

## Sehenswürdigkeiten
Die Lohmühle zwischen Kimmlingen und Kordel ist als mittelalterliche Felsenmühle ein Kulturdenkmal.
Dort liegt die Lohmühlenhöhle, eine Sandsteinhöhle und ein Naturdenkmal.
Bei der Lohmühlenhöhle bildet der Bach einen kleinen Wasserfall.